# 范姬
范姬（232年—？年），廣陵（今江蘇省揚州市）人，東吳孫奇妻子、范慎女兒。

## 生平
赤烏十二年（公元249年），范姬十八歲，嫁給孫奇，一年後，孫奇因為是孫霸黨羽谋害太子孙和被孙权诛杀。范慎以女兒年輕漂亮就守寡而且膝下無子為由，派人要將女兒帶回范家然後讓她改嫁，范姬不肯，前來迎接她的人以其父之命威脅她，於是范姬拿刀割了自己的耳鼻說道：「想要娶我的人，不過是因為我年輕漂亮，現今我面目已殘缺，還想將我帶回去嗎？」於是迎接的人就此作罷。